# Зелёный Остров (Гомельский район)
Зелёный Остров (бел. Зялёны Во́страў; до 1964 года — Угол (бел. Ву́гал) — посёлок в Азделинском сельсовете Гомельского района Гомельской области Беларуси.

## География

### Расположение
В 19 км на северо-запад от Гомеля, 12 км от железнодорожной станции Лазурная (на линии Жлобин — Гомель).

### Гидрография
На западе мелиоративные каналы, соединённые с рекой Беличанка (приток реки Уза).

## Транспортная сеть
Транспортные связи по просёлочной, затем автомобильной дороге Уваровичи — Гомель. Планировка состоит из прямолинейной улицы, ориентированной с юго-запада на северо-восток и застроенной двусторонне деревянными домами усадебного типа.

## История
Основан в начале XX века переселенцами из соседних деревень. Наиболее активная застройка пришлась на 1920-е годы. В 1926 году посёлок вошёл в Азделинский сельсовет Уваровичского района Гомельского округа. В 1931 году его жители вступили в колхоз. Во время Великой Отечественной войны 15 жителей погибли на фронте. В 1959 году в составе колхоза имени С.М. Кирова (центр — деревня Азделино).

## Население

### Численность
- 2004 год — 17 хозяйств, 22 жителя.

### Динамика
- 1926 год — 37 дворов, 208 жителей.
- 1959 год — 195 жителей (согласно переписи).
- 2004 год — 17 хозяйств, 22 жителя.